# Alstonia angustifolia
Alstonia angustifolia är en oleanderväxtart som beskrevs av Nathaniel Wallich och A. Dc.. Alstonia angustifolia ingår i släktet Alstonia och familjen oleanderväxter. Inga underarter finns listade i Catalogue of Life.